# Alan Franco
Alan Javier Franco (11 de octubre de 1996, Avellaneda, Buenos Aires, Argentina) es un futbolista argentino. Se desempeña como defensor y su equipo actual es el São Paulo F. C., de la Serie A de Brasil.

## Trayectoria

### Inicios
Realizó las inferiores en el Club Atlético San Telmo, donde estuvo desde 2011 a 2014. Incluso fue al banco de suplentes en un partido de la primera el 4 de septiembre de 2014, donde el conjunto candombero enfrentó a Excursionistas en la Primera C.

### Independiente
Firma su primer contrato profesional en diciembre de 2016, pasando de la reserva al primer plantel, y convirtiéndose así en un refuerzo más para el Rojo. Desde entonces resultó campeón de la Copa Sudamericana 2017 y la Copa Suruga Bank 2018 siendo titular en todos los partidos. El 21 de marzo disputó su último partido con la camiseta de Independiente y se despidió luego de 128 partidos jugados en la institución.

### Atlanta United
El 22 de marzo de 2021 Franco es vendido al Atlanta United de la Major League Soccer en una suma de U$S 2.800.000 para Independiente.

## Estadísticas

### Clubes
Actualizado de acuerdo al último partido jugado el 19 de agosto de 2025.
| Club                                | Div.          | Temporada     | Liga  | Liga  | Liga   | Copas Nacionales | Copas Nacionales | Copas Nacionales | Torneos Internacionales | Torneos Internacionales | Torneos Internacionales | Total | Total | Total  |
| Club                                | Div.          | Temporada     | Part. | Goles | Asist. | Part.            | Goles            | Asist.           | Part.                   | Goles                   | Asist.                  | Part. | Goles | Asist. |
| ----------------------------------- | ------------- | ------------- | ----- | ----- | ------ | ---------------- | ---------------- | ---------------- | ----------------------- | ----------------------- | ----------------------- | ----- | ----- | ------ |
| C. A. Independiente Argentina       | 1.ª           | 2016-17       | 14    | 0     | 0      | —                | —                | —                | 2                       | 0                       | 1                       | 16    | 0     | 1      |
| C. A. Independiente Argentina       | 1.ª           | 2017-18       | 20    | 0     | 0      | 1                | 0                | 0                | 17                      | 1                       | 0                       | 38    | 1     | 0      |
| C. A. Independiente Argentina       | 1.ª           | 2018-19       | 17    | 0     | 0      | 4                | 0                | 0                | 6                       | 0                       | 0                       | 27    | 0     | 0      |
| C. A. Independiente Argentina       | 1.ª           | 2019-20       | 18    | 0     | 1      | 4                | 0                | 0                | 5                       | 0                       | 0                       | 27    | 0     | 1      |
| C. A. Independiente Argentina       | 1.ª           | 2020          | 8     | 0     | 0      | —                | —                | —                | 5                       | 0                       | 0                       | 13    | 0     | 0      |
| C. A. Independiente Argentina       | 1.ª           | 2021          | 6     | 0     | 0      | 1                | 0                | 0                | —                       | —                       | —                       | 7     | 0     | 0      |
| C. A. Independiente Argentina       | Total club    | Total club    | 83    | 0     | 1      | 10               | 0                | 0                | 35                      | 1                       | 1                       | 128   | 1     | 2      |
| Atlanta United F. C. Estados Unidos | 1.ª           | 2021          | 26    | 0     | 3      | —                | —                | —                | 1                       | 0                       | 0                       | 27    | 0     | 3      |
| Atlanta United F. C. Estados Unidos | 1.ª           | 2022          | 31    | 1     | 2      | 1                | 0                | 0                | —                       | —                       | —                       | 32    | 1     | 2      |
| Atlanta United F. C. Estados Unidos | Total club    | Total club    | 57    | 1     | 5      | 1                | 0                | 0                | 1                       | 0                       | 0                       | 59    | 1     | 5      |
| São Paulo F. C. · Brasil            | 1.ª           | 2023          | 13    | 1     | 1      | 14               | 1                | 2                | 5                       | 0                       | 1                       | 32    | 2     | 4      |
| São Paulo F. C. · Brasil            | 1.ª           | 2024          | 27    | 0     | 1      | 9                | 1                | 1                | 8                       | 0                       | 0                       | 44    | 1     | 2      |
| São Paulo F. C. · Brasil            | 1.ª           | 2025          | 15    | 0     | 0      | 12               | 0                | 1                | 7                       | 0                       | 1                       | 34    | 0     | 2      |
| São Paulo F. C. · Brasil            | Total club    | Total club    | 55    | 1     | 2      | 35               | 2                | 4                | 20                      | 0                       | 2                       | 110   | 3     | 8      |
| Total carrera                       | Total carrera | Total carrera | 195   | 2     | 8      | 46               | 2                | 4                | 56                      | 1                       | 3                       | 297   | 5     | 15     |
| 1. 2.                               |               |               |       |       |        |                  |                  |                  |                         |                         |                         |       |       |        |

### Selecciones
Actualizado de acuerdo al último partido jugado el 8 de septiembre de 2018.
| Selección          | Año   | Amistosos | Amistosos | Amistosos | Eliminatorias | Eliminatorias | Eliminatorias | Continental | Continental | Continental | Mundial | Mundial | Mundial | Total | Total | Total  |
| Selección          | Año   | Part.     | Goles     | Asist.    | Part.         | Goles         | Asist.        | Part.       | Goles       | Asist.      | Part.   | Goles   | Asist.  | Part. | Goles | Asist. |
| ------------------ | ----- | --------- | --------- | --------- | ------------- | ------------- | ------------- | ----------- | ----------- | ----------- | ------- | ------- | ------- | ----- | ----- | ------ |
| Absoluta Argentina | 2018  | 1         | 0         | 0         | —             | —             | —             | —           | —           | —           | —       | —       | —       | 1     | 0     | 0      |
| Total              | Total | 1         | 0         | 0         | 0             | 0             | 0             | 0           | 0           | 0           | 0       | 0       | 0       | 1     | 0     | 0      |

## Palmarés

### Campeonatos nacionales
| Título              | Club            | País   | Año  |
| ------------------- | --------------- | ------ | ---- |
| Copa de Brasil      | São Paulo F. C. | Brasil | 2023 |
| Supercopa de Brasil | São Paulo F. C. | Brasil | 2024 |

### Campeonatos internacionales
| Título            | Club                | Sede           | Año  |
| ----------------- | ------------------- | -------------- | ---- |
| Copa Sudamericana | C. A. Independiente | Río de Janeiro | 2017 |
| Copa Suruga Bank  | C. A. Independiente | Osaka          | 2018 |